# Efeito oceano marrom

Ciclone Kelvin em 2018 mantendo os olhos abertos sobre a Austrália Ocidental

O efeito do oceano marrom ou efeito do oceano em terra é um fenômeno climático observado envolvendo alguns ciclones tropicais após o landfall. Normalmente, os furacões e as tempestades tropicais perdem força quando atingem a terra firme, mas quando o efeito do oceano marrom está em jogo, os ciclones tropicais mantêm a força ou até mesmo se intensificam nas superfícies terrestres. Embora esses sistemas sejam muito comuns nos Estados Unidos e na China, a Austrália é o ambiente mais propício, onde esses sistemas de tempestade são chamados de agukabams.

## Antecedentes
Uma fonte do efeito oceano marrom foi identificada como a grande quantidade de calor latente que pode ser liberado de solos extremamente húmidos. Um estudo da NASA de 2013 descobriu que, de 1979 a 2008, 45 das 227 tempestades tropicais ganharam ou mantiveram força após atingirem o continente. O comunicado de imprensa afirmou: "A terra essencialmente imita o ambiente rico em humidade do oceano, onde a tempestade se originou." Originalmente, pesquisas dedicadas aos ciclones extratropicais, tempestades que primeiro derivam energia das águas quentes do oceano e depois da conjectura de várias massas de ar, explicavam a intensificação das tempestades após o desembarque. No entanto, como a pesquisa sobre essas tempestades persiste, Andersen e Shepherd, os dois principais cientistas por trás do estudo da NASA, descobriram que algumas dessas tempestades não estavam em transição de núcleo quente para núcleo frio, mas na verdade mantinham sua dinâmica de núcleo quente, enquanto em última análise, produzindo uma medida maior de precipitação.
Para que o efeito oceano marrom ocorra, três condições de terra devem ser atendidas: "Primeiro, o nível mais baixo da atmosfera imita uma atmosfera tropical com variação mínima de temperatura. Em segundo lugar, os solos nas proximidades das tempestades precisam conter bastante húmidade. Finalmente, a evaporação da humidade do solo libera calor latente, que a equipe descobriu que deve medir pelo menos 70 watts em média por metro quadrado." Os sistemas de tempestade impactados pelo efeito do oceano marrom deram origem a uma nova subcategoria do tipo de tempestade tropical chamada Evento de Intensificação e Manutenção de Ciclones Tropicais ou TCMI. Outro estudo concluiu que o fluxo de calor superficial latente das superfícies terrestres tem, na verdade, o potencial de ser maior do que o oceano, embora apenas por breves períodos. Andersen e Shepherd também estão examinando os efeitos das mudanças climáticas nos TCMIs, examinando a potencial intensificação dessas tempestades devido ao aumento ou diminuição do grau de humidade e seca em áreas suscetíveis a esses sistemas.

## Exemplos

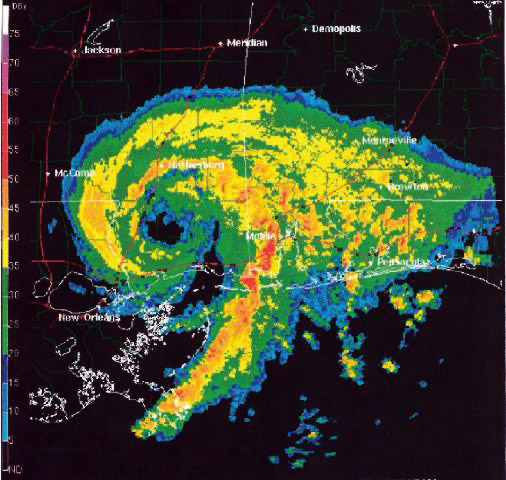
Allison com uma feição semelhante a um olho sobre o Mississippi

No norte do Oceano Índico, foram relatados inúmeros casos de depressões tropicais do tipo oceano marrom que se formaram sobre o subcontinente da Índia. O IMD é conhecido por emitir recomendações para esses sistemas, enquanto o JTWC geralmente não o faz, devido à falta comum de intensidade e estrutura desses sistemas. O exemplo mais recente de um sistema do tipo oceano marrom foi caracterizado em um ciclone tropical que se formou sobre a Índia no final de setembro de 2019.
Em 1973, uma onda oriental africana completou a ciclogênese tropical em uma depressão tropical ainda no interior da Guiné, algumas horas antes de o centro do sistema cruzar do continente africano para o oceano Atlântico, onde mais tarde se desenvolveu na tempestade tropical Christine.
A tempestade tropical Allison de 2001 passou 12 dias em junho serpenteando lentamente pelo sudeste dos Estados Unidos, do Texas às Carolinas, gerando chuvas torrenciais e parecendo muito mais saudável em terra do que no oceano antes do desembarque.
A tempestade tropical Arlene de 2005 atingiu a costa perto de Pensacola, Flórida, mas devido ao efeito do oceano Brown, permaneceu uma depressão tropical e manteve a sua intensidade e estrutura por mais dois dias, enquanto atravessava o interior, onde finalmente se dissipou perto de Flint, Michigan.
A tempestade tropical Erin de 2007 é um exemplo do efeito, quando a tempestade se intensificou no centro do Texas, formando um olho sobre Oklahoma. A tempestade tropical Erin ganhou ainda mais força enquanto viajava pelas planícies, um feito raro, já que a maioria das tempestades tropicais enfraquece à medida que avançam para o interior. Andersen afirma: “Até eventos como Erin em 2007, não havia muito foco em ciclones tropicais pós-landfall, a menos que eles fizessem a transição. Erin realmente chamou a atenção para a intensificação dos ciclones tropicais no interior."
A tempestade tropical Fay (2008) ao atingir o continente da Flórida fortaleceu-se até quase a força de um furacão e por um breve período se formou em forma de olho antes de enfraquecer. A causa disso foi o terreno alagado do sul da Flórida, especificamente o Lago Okeechobee e os Everglades.
Outro caso possível é a tempestade tropical Bill de 2015, quando as condições de solo saturado sustentaram o sistema por mais tempo.
Em 2016, a depressão tropical Onze atingiu a costa leste da Flórida. Enquanto estava sobre a terra, tornou-se o primeiro ciclone tropical a atingir a intensidade de uma tempestade tropical na Flórida, onde foi chamado de Julia.
Um caso possível no hemisfério sul é o ciclone tropical Kelvin em 2018. Pouco depois de fazer landfall sobre a Austrália Ocidental, Kelvin desenvolveu um olho limpo e continuou a se fortalecer, apesar de se mover sobre o Grande Deserto de Sandy, onde a maioria dos ciclones tropicais enfraquece rapidamente. O fortalecimento foi auxiliado pelas áreas afetadas que já experimentavam chuvas recorde ou quase recorde devido aos ciclones anteriores Hilda, Joyce e Baixa 11U também passarem sobre a mesma área nos meses que antecederam Kelvin.
A tempestade tropical Alberto de 2018 é outro exemplo do efeito do oceano marrom. A tempestade manteve a sua força como uma depressão tropical após o landfall, durando mais três dias após o seu landfall. Alberto se tornou um dos onze ciclones a atingir o Lago Huron como uma depressão tropical.
Um exemplo muito recente é Baixa tropical 12U. Formou-se ao longo do sul do Golfo Joseph Bonaparte em 25 de janeiro de 2021 e imediatamente se mudou para o sul. Sobre a Austrália Ocidental, ela fortaleceu-se em uma depressão tropical e, mais tarde, em uma tempestade tropical. No entanto, tornou-se desorganizado após entrar no Oceano Índico. E em 4 de fevereiro de 2021, enfraqueceu para uma depressão extra-tropical e dissipou-se em poucos dias.